# Vojtěch Šmíd
Vojtěch Adalbert Šmíd (4. února 1896 Soběslav – 16. června 1943 věznice Plötzensee) byl český typograf, nakladatel a tiskař, který byl v červnu roku 1943 zavražděn nacisty ve věznici Plötzensee.

## Život
Narodil se 4. února roku 1896 v jihočeském městě Soběslav.
Vedl svou vlastní knihtiskárnu, která se nejprve nacházela v Praze–Nuslích. Knihtiskárna byla v roce 1934 přesunuta do městské části Praha–Záběhlice. Kromě knihtisku vedl i menší nakladatelství knih, které však nebylo příliš úspěšné. Jeho firma tiskla převážně upravenou dobrodružnou literaturu pro několik pražských knihkupectví. Firma fungovala do roku 1940.
Dne 20. listopadu 1942 byl Lidovým soudním dvorem odsouzen k trestu smrti za přípravu k velezradě a napomáhání nepříteli (odbojová činnost).
Dne 16. června roku 1943 byl popraven gilotinou v berlínské mužské věznici Plötzensee. Společně s ním byl popraven tiskař Josef Kafka a učitel František Šelepa.
S manželkou Marií měl syna Vojtěcha Šmída mladšího, který po válce vydal sbírky veršů Básně ze zápisníku (1945) a Člověk a cesty (1947).